# 25348 Wisniowiecki
25348 Wisniowiecki è un asteroide della fascia principale. Scoperto nel 1999, presenta un'orbita caratterizzata da un semiasse maggiore pari a 2,2576500 UA e da un'eccentricità di 0,0642449, inclinata di 6,59095° rispetto all'eclittica.